# Rostkowo
Rostkowo è una frazione polacca, nel voivodato della Masovia, nel comune di Czernice Borowe, nel distretto di Przasnysz.
Nel 2005 la popolazione ammontava a circa 380 abitanti.
È patria del religioso gesuita Stanislao Kostka, proclamato santo da papa Benedetto XIII nel 1726.